# Johann Samuel Welter
Johann Samuel Welter, auch Welther (* 27. August 1650 in Obersontheim; † 27. Juli 1720 in Schwäbisch Hall) war ein deutscher Komponist.

## Leben und Wirken
Welter wurde am 27. August 1650 in Obersontheim als Sohn des Organisten und Forstmeisters Antonius Welter geboren. „Wegen verspürten guten Naturells“ erhielt er ab einem Alter von neun Jahren Unterricht im Singen und Geigenspiel. Er besuchte das Gymnasium in Schwäbisch Hall – danach lernte er bei seinem Onkel Johann Welter, der als „Stadt-Musicus“, Lautenist und Posaunist in Nürnberg wirkte.
Wahrscheinlich 1668 trat Welter als Organist und Kanzlist in die Dienste des Grafen Joachim Albrecht von Hohenlohe-Kirchberg, eines „großen Liebhaber[s] der Music“. In Kirchberg entstanden die ersten bekannten Kompositionen Welters: Sie wurden 1674 als „Musicalische Gemüthsbelustigung“ in Schwäbisch Hall gedruckt. Dort scheint er sich bereits einen Namen gemacht zu haben, denn man berief den noch jungen Musiker zum Organisten der Hauptkirche St. Michael und damit zum Nachfolger des 1675 verstorbenen Georg Wolfgang Druckenmüller, der sich ebenfalls hohes Ansehen als Musiker und Komponist erworben hatte. Dieses Amt übte Welter 45 Jahre lang aus, bis er am 28. Juli 1720 im Alter von 70 Jahren an einer „Magenschwäche“ starb. Aus drei Ehen hatte er 16 Kinder, von denen jedoch nur fünf ihn überlebten.
Die Reichsstadt Schwäbisch Hall hatte sich zu Welters Zeit langsam von den Heimsuchungen des Dreißigjährigen Krieges erholt und ein reges Musikleben entwickelt. Der Rat hatte ein lebhaftes Interesse an einer Förderung der geistlichen Musik. Hauptaufgabe Welters war die musikalische Ausgestaltung der Gottesdienste. Daneben hatte er den Schülerchor des Gymnasiums zu beaufsichtigen und besonders begabten Knaben Musikunterricht zu erteilen. Einer seiner Schüler, Friedrich Georg Dietrich, wurde sein Nachfolger an St. Michael. Teil seiner Aufgaben war auch die Anfertigung von Kompositionen.
Insgesamt etwa 400 Stücke hinterließ Welter bei seinem Tod. Die meisten davon sind verlorengegangen: Die 1993 erschienene Werkedition enthält noch elf Kantaten, zwei „Magnificat“ und elf Kirchenlieder. Diese zeichnen ein nur noch bruchstückhaftes Bild des Werks eines Musikers, der sich in seiner Zeit ein weit über die Region hinausreichendes Ansehen erworben hatte und ehrenvolle Berufungen nach Berlin, Frankfurt am Main, Augsburg und Coburg ablehnte. Musikhistoriker bezeichnen ihn heute als einen der bedeutendsten Choralkantatenkomponisten zwischen Hieronymus Praetorius und Johann Sebastian Bach.

## Werke (Auswahl)

### Choralkantaten
- Ach was ist doch unser Zeit
- Aller Dinge Vater
- Auf, auf ihr Gottes Hausgenossen
- Der Sünden Aussatz plaget mich
- Gott sei uns gnädig
- Herr höre mein Gebet
- Herr Jesu Christ du höchstes Gut
- Herr wie du willst so schick’s mit mir
- Jesu meine Freude
- Was betrübst du dich meine Seele
- Wer nur den lieben Gott lässt walten

### Funeralkompositionen
- Ach! Will des Todes grimme Hand
- Valet du dunckle falsche Welt

## Diskografie (Auswahl)
- Johann Samuel Welter (1650–1720). Gott sey uns gnädig. Choralkantaten. 2019, Christophorus CHR 77440, CD (ecco la musica – Heike Hümmer und Matthias Sprinz, Leitung).